# Дерине, Роза
Роза Дерине (настоящие имя и фамилия — Розалия Сеппатаки или Шёнбах) (венг. Róza Széppataki, нем. Roza Schenbach; 24 декабря 1793, Ясберень, Австрийская империя — 29 сентября 1872, Мишкольц, Австро-Венгрия) — венгерская актриса и оперная певица (сопрано), переводчик. Одна из основоположников венгерского театрального искусства. Первая известная оперная певица Венгрии и самая известная актрисой раннего венгерского театра.

## Биография

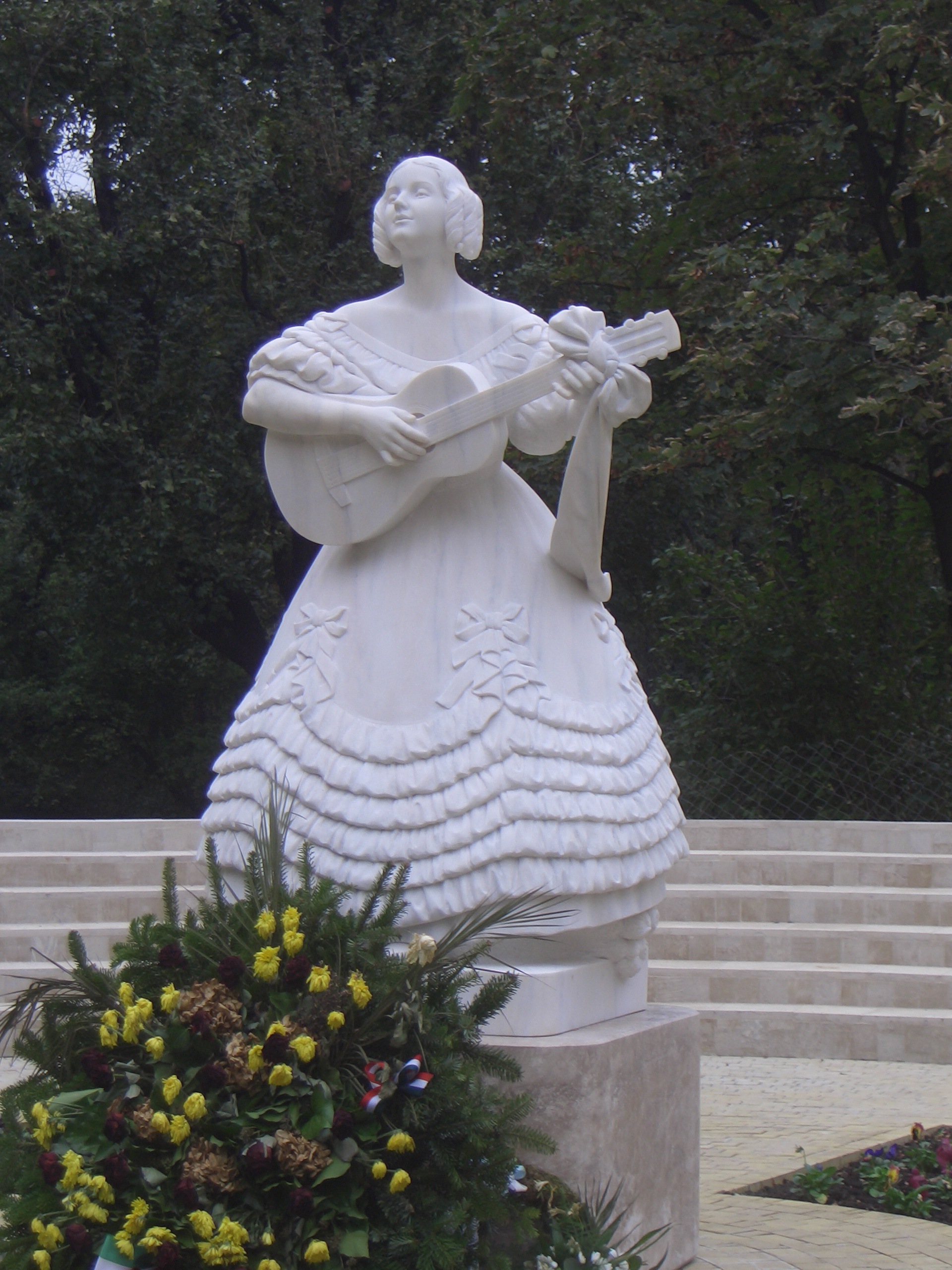
Памятник Дерине в Будапеште

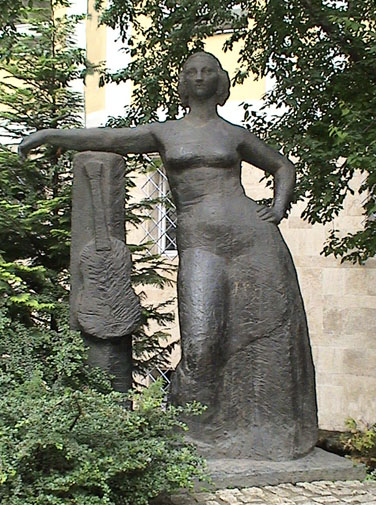
Памятник Дерине во дворе Национального театра Мишкольца

Дочь аптекаря из Вены. Пению обучалась у П. Гашпара. Дебютировала на сцене театра в Пеште в апреле 1810 года.
В 1813 году вышла замуж за венгерского актёра И. Дери, однако из-за плохо обращения с ней, брак вскоре распался. Оставила себе фамилию мужа как сценический псевдоним.
В 1815 году Дерине с труппами, так называемых, «бродячих театров» выступала в Буде, Дебрецене, Шопроне, Кошице и других городах Венгрии. С 1837 года выступала на сцене столичного Национального театра. В 1847 году в связи с потерей голоса, оставила театр, занималась концертной деятельностью.
Сыграла новаторскую роль в венгерском театре и опере. Дерине, будучи первой всемирно признанной актрисой Венгрии, перевела 12 немецких пьес на венгерский язык и сыграла ведущую роль в создании первых венгерских оперных постановок.
Создала галерею женских образов в мировом и отечественном репертуаре. Была первой оперной певицей, выступившей в Клужском национальном театре, открытом в 1821) и в Пеште (1837).
Автор «Дневника» в 3-х томах, являющегося своеобразной летописью венгерского театра.
Умерла в нищете в доме для престарелых в Мишкольце.
В 1921 году была перезахоронена в Будапеште.

## Избранные роли и партии
Мария Стюарт и Сафо в одноимённых пьесах Шиллера и Грильпарцера, Мелинда в драме Й. Катоны «Банк бан». Среди оперных партий Дерине наиболее известны Розина; Норма («Норма»), Констанция («Похищение из сераля» Моцарта) и другие.
Красивый и сильный голос, талант драматической актрисы помогали ей создавать на сцене выразительные и запоминающиеся образы.